# Ahmad Abu Laban
Ahmad Abu Laban (in arabo  أحمد أبو لبن‎?; Giaffa, 1946 – Copenaghen, 1º febbraio 2007) è stato un imam palestinese naturalizzato danese, capo dell'organizzazione denominata Società Islamica in Danimarca e una figura centrale nella controversia relativa alle caricature di Maometto sullo Jyllands-Posten.
Nel 1948 la sua famiglia emigrò in Egitto, dove egli crebbe. Nel 1969 si laureò in ingegneria meccanica. Nel 1974 si sposò con sua cugina Iman, dalla quale ebbe sette figli. Studiò teologia islamica con studiosi musulmani in diversi paesi islamici. Ha lavorato nell'industria petrolifera nel Golfo Persico dal 1970 al 1982 e in una compagnia indipendente che operava in sub-appalto in Nigeria dal 1982 al 1984. Ha contribuito a progetti islamici nel campo dell'istruzione in differenti Stati della Federazione della Nigeria.
Nel 1984 emigrò in Danimarca, dove visse per il resto della sua vita. Il 19 gennaio 2007 la Società Islamica in Danimarca rese noto che Abu Laban aveva un tumore e che probabilmente si trattava di tumore del polmone. Abu Laban morì il 1º febbraio 2007, all'età di 60 anni.

## Ultime posizioni
Ahmad Abu Laban lavorò come consulente religioso con la Società Islamica in Danimarca. Secondo il sito internet dell'organizzazione, era membro del "Consiglio di coordinazione degli imam" in Europa.

## Controversie
Abu Laban era una persona non grata negli Emirati Arabi Uniti e in Egitto a causa delle sue opinioni islamiste. Era un personaggio molto conosciuto nei media danesi per le sue affermazioni spesso radicali riguardo all'Islam e all'integrazione degli immigrati nella società danese.
Il ricercatore singalese Rohan Gunaratna, autore del libro "Inside Al Qaeda", ha definito Ahmed Abu Laban come un estremista islamico. Rohan Gunaratna ha inoltre accusato Abu Laban di dare supporto politico ed economico ad al-Jama'a al-Islamiyya, un gruppo radicale egiziano che fa parte della rete di Osama bin Laden.

### La controversia relativa alle caricature di Maometto
Ahmed Abu Laban fu coinvolto nella crisi mediatica che scoppiò in Danimarca dopo la pubblicazione delle caricature di Maometto sul quotidiano conservatore Jyllands-Posten. Nel novembre 2005 fu uno dei partecipanti alla delegazione che visitò i paesi del Medio Oriente per chiedere supporto diplomatico, uno dei fattori che scatenò la diffusione di collera nella regione all'inizio del 2006. Insieme ad Akhmed Akkari, fu autore di un dossier di 43 pagine che fu utilizzato durante queste visite.
Tre immagini aggiuntive - presumibilmente spedite ad Abu Laban ma mai pubblicate - furono aggiunte alla lista delle vignette effettivamente pubblicate nel dossier fatto circolare durante queste visite. Ahmad Akkari ha spiegato che i tre disegni sono stati aggiunti per "dare un'idea di quanto sia carica d'odio l'atmosfera in Danimarca verso i musulmani".

### Altri commenti e citazioni controversi
- Il 21 agosto 1994 Abu Laban fu intervistato dallo Jyllands-Posten in seguito a un massacro commesso dall'organizzazione terroristica algerina GIA che portò all'assassinio, tra gli altri, di sette monaci cristiani e diversi turisti stranieri. Alla domanda se poteva condannare il massacro, egli rispose: "Forse i turisti stanno diffondendo l'AIDS in Algeria proprio come gli ebrei stanno diffondendo l'AIDS in Egitto"[5][6].
- Nel suo sermone del venerdì immediatamente seguente gli attentati dell'11 settembre 2001, predicò che "[piangeva le vittime] con lacrime asciutte"[7].
- In risposta all'assassinio di Theo van Gogh, la sua reazione fu di criticare pubblicamente l'avvenimento. Non molto dopo, criticò l'abuso europeo della libertà di parola per l'uscita del controverso cortometraggio Submission del regista olandese ucciso[senza fonte].
- Quando in Nigeria Amina Lawal fu condannata alla lapidazione, Abu Laban si rifiutò di condannare la sentenza, sostenendo di non essere un giudice e di non sapere molto dell'episodio.
- Dopo l'omicidio commesso da una banda a Copenaghen, Abu Laban propose di impedire qualsiasi omicidio del genere mediante il pagamento di un "prezzo del sangue" pari alla somma di 200 000 corone – ovvero l'equivalente di 100 cammelli, secondo i suoi calcoli, in moneta corrente - per prevenire qualsiasi vendetta[8].
- Intervistato dalla televisione danese, gli fu chiesto se rispettasse Osama bin Laden, e Abu Laban rispose: "[Osama bin Laden] è un uomo d'affari e un combattente per la libertà"[9].
- "Queste persone le chiamo topi di fogna" fu la sua caratterizzazione del politico liberale danese Naser Khader[10].
- Nella sua preghiera del venerdì del 5 aprile 2002 Abu Laban fece appello ai membri della sua congregazione perché offrissero le loro vite in una jihād per la causa palestinese. All'esterno della moschea c'erano autobus in attesa per portare i fedeli a una dimostrazione in Piazza del Parlamento, dove mostrarono cartelli in cui si paragonavano gli israeliani ai nazisti, e venne bruciata la bandiera israeliana[11].